# Edwin Albrich

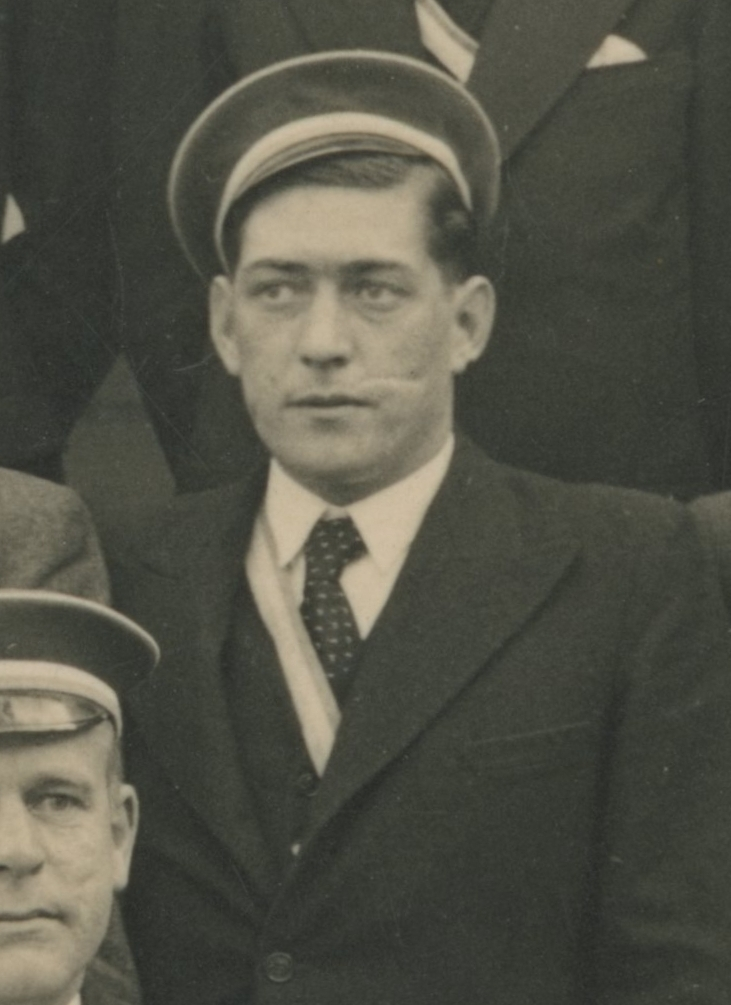
Edwin Albrich (1936)

Edwin Albrich (* 13. Juli 1910 in Schruns, Vorarlberg; † 18. September 1976 in Innsbruck) war ein österreichischer Internist. Er wurde 1943 zum Dozent für Innere Medizin an der Universität Wien ernannt und war nach dem Krieg praktizierender Internist in Schruns. Er war als illegales Mitglied der SA und NSDAP im Ständestaat aktiv.

## Leben
Edwin Albrich wurde als Sohn des Ehrenbürgers und Standestierarztes Karl August Albrich in Schruns geboren und absolvierte die dortige Volksschule. Nach der Matura in Dornbirn studierte er an der Universität Innsbruck Medizin. 1929 wurde er Mitglied des Corps Gothia Innsbruck. Im Anschluss an die Promotion in Innsbruck kam er zu Professor Hans Eppinger nach Wien, 1938 als Hilfsarzt und 1940 als sein Assistent. 1943 wurde er nach seiner Habilitation zum Dozent für Innere Medizin an der Universität Wien ernannt, allerdings auch zeitgleich zur Waffen-SS eingezogen. 
Juni 1933 trat Albrich als illegales Mitglied der NSDAP bei, er beantragte dann am 25. Mai 1938 die reguläre Aufnahme in die Partei und wurde rückwirkend zum 1. Mai desselben Jahres aufgenommen (Mitgliedsnummer 6.236.073).
Er trat im Oktober 1933 der SA bei und brachte es bis 1943 zum Sturmbannführer. 1943 trat Albrich zur SS über und wurde im Jänner 1945 zum Obersturmführer befördert.
In der Nachkriegszeit in Österreich mit Berufsverbot belegt, erhielt er 1948 wieder die Zulassung als Internist. Der Vorarlberger Landeshauptmann Ulrich Ilg hatte sich für ihn eingesetzt.
1949/50 leitete er ein Sanatorium für innere Medizin im Bad Röthis.
1950 gründete er in Schruns die „Kuranstalt Montafon“, einen Kurbetrieb mit Kneippanlagen, Massagen und Heilgymnastik, neuartigen physiotherapeutischen Einrichtungen, medizinischen Laboren und mit einer internistischen Praxis.
Dieser wurde ein Jahr später durch ein Kurhotel erweitert. Im Hinblick auf die Ärztliche Weiterbildung gründete er die Gesellschaft der Ärzte Vorarlbergs. Er engagierte sich auch in der Kommunalpolitik. So gründete er im Jahre 1949 den Ski-Club Montafon, als Dachverband der örtlichen Wintersportvereine. Dies war unter anderem die Voraussetzung für die Durchführung internationaler Schirennen im Montafon (wie die Goldschlüsselrennen).

## Auszeichnungen
- 1960: Ehrenbürger der Heimatgemeinde Schruns zum 50. Geburtstag
- 1967: Goldenes Ehrenzeichen des Landes Vorarlberg